# Дамаскин (Грданички)
Митрополи́т Дамаски́н (в миру Драгу́тин Грдани́чки; 20 июня 1892, Лесковац, Королевство Сербия — 7 октября 1969, Белград, Югославия) — епископ Сербской православной церкви, митрополит Загребский. Сербский духовный писатель, переводчик, собиратель церковных напевов, автор гармонизаций.

## Биография

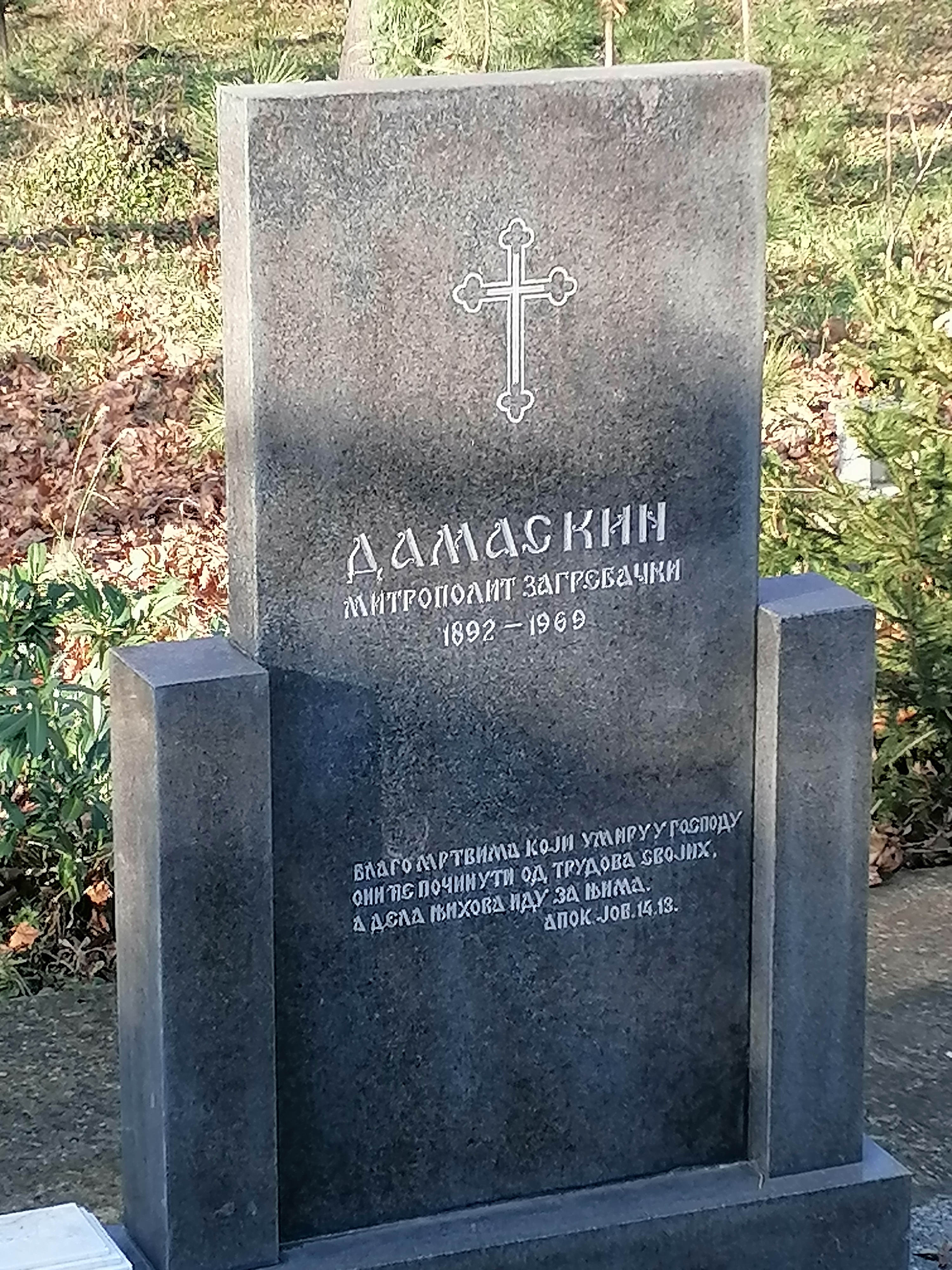

Родился 20 июня 1892 года в Лесковаце в семье Йована и Параскевы. Его отец был торговцем.
В 1903 году, по окончании средней школы, поступил в девятиклассную духовную семинарию святого Саввы, которую окончил в 1912 году. Одновременно с учёбой в семинарии учился пению у Стефана Мокраняца, посещал музыкальную школу и брал уроки пения у протоиерея Миливоя Петровича. В 1912—1913 годы — учитель музыки в Первой крагуевацкой гимназии.
В 1913 году в Монастыре Раковица синкелл Платон (Йованович) постриг его в монашество с именем Дамаскин, а митрополит Димитрий (Павлович) рукоположил его в сан иеродиакона. Некоторое время служил в качестве катехезатора в Крагуевце.
В том же году Синод Сербской Православной Церкви направил Дамаскина на учёбу в Санкт-Петербургскую духовную академию. Во время обучения был рукоположен во иерея.
С мая по октябрь 1916 года в Оксфорде был священником и законоучителем сербской общины.
В 1917 году окончил Петроградскую духовную академию со степенью кандидата богословия.
С января 1918 года в духовной семинарии святого Саввы преподавал литургику, греческий и немецкий языки, патрологию, пастырское богословие, гомилетику, церковное пение. В Сремских Карловцах записал варианты карловацкого распева.
В 1920 году, будучи преподавателем в Белградской духовной семинарии, он стал одним из основателей Женского Христианского движения в Белграде.
В 1922 году со степенью доктора философии окончил философский факультет Фрибурского университета (Швейцария).
В 1922—1923 годы служил первым секретарём Сербской Патриархии в чине синкелла.
В сентябре 1924 года утверждён доцентом Белградского Богословского факультета на кафедре пастырского богословия и гомилетики.
В июне 1927 года Дамаскин (Грданичка) разработал устав православной церкви в Запарпатье и выслал его на рассмотрение Министерства, которое переслало его в Синод СПЦ на утверждение.
В 1931 году была возобновлена древняя Мукачевская епархия в состав которой вошли земли Закарпатья и Восточной Словакии, где Православие стало возрождаться с начала XX века. 30 ноября 1931 года хиротонисан во епископа Мукачевско-Пряшевского.
Реорганизовал духовную консисторию, способствовал повышению образования духовенства, устроив пастырско-богословские курсы в Изском Николаевском монастыре. Сам епископ имел свою резиденцию в Мукачеве, где при нём был также построен дом епархиального управления.
22 июня 1938 года соборным решением Сербской Православной Церкви переведён на Американскую и Канадскую кафедру Сербского Патриархата. Пребывал в Закарпатье до августа 1938 года, когда он передал дела следующему архиерею и отбыл на новое место. В Америке уделял наибольшее внимание церковному просвещению в целом и воскресным церковным школам в частности. 30 ноября—3 декабря 1938 года под его председательством состоялся 3-й Церковно-народный собор в Чикаго, принявший изменения в уставе епархии.
8 декабря 1939 года с его согласия назначен епископом Банатским. Во Вршаце епископ Дамаскин начал издание журнала «Банатски весник» и хотел обучить церковных учителей и дирижёров в церковной музыкальной школе, но Вторая мировая война помешала осуществлению этого начинания.
С 1941 по 1951 год временно управлял Пакрацкой епархией.
20 мая 1947 года на первом послевоенном очередном заседании Священного Синода Сербской Православной Церкви епископ Дамаскин был избран митрополитом Загребским.
14 июля того же года новоизбранный митрополит отправился в Хорватию, к своей новой пастве, но в Пакраце его встретила враждебно настроенная толпа и набросилась на владыку и его сопровождающих. «Случайно» оказавшаяся при этом полиция взяла их под свою «защиту», увезла их в Окучаны, а затем выслала обратно в Белград на первом же поезде.
Тем не менее, впоследствии митрополиту удалось вступить в управление своей кафедрой, на которой он оставался вплоть до своей кончины.
В 1961 году посетил СССР. Трижды возглавлял делегацию СПЦ на Всеправославных совещаниях на острове Родос.
Митрополит Дамаскин был сторонником введения народного сербского языка в богослужение. В своем докладе Священному Синоду Сербской Церкви по этой теме в 1963 году он отмечал «полную непонятность теперешнего богослужебного языка простому народу, а отчасти и самим священнослужителям… Как таковой, он не в состоянии ответить своей задаче, то есть служить средством приобщения современного человека к православной вере и способствовать выражению его религиозных чувств и мыслей».
Скончался 7 октября 1969 года в Белграде, куда прибыл для участия в заседании Священного Синода. Похоронен 9 октября во Введенском монастыре в Белграде.

## Музыкальная деятельность
Глубоко дорожил церковной музыкой и являлся одним из радетелей о её распространении среди православных Югославии. Опубликовал статью о молитвенно-песенном движении, ряд сборников духовных песнопений. Его книга «Духовне песме» содержит 98 песнопений — в основном они основаны на текстах святителя Николая (Велимировича), собраны из древних сборников или составлены на основе житий святых.
Работал над музыкальными гармонизациями для различных видов хоров, записывал варианты напевов, писал об истории церковного пения, его характере и роли в богослужении, об актуальных проблемах певческой практики и о мерах, направленных на повышение исполнительского уровня певцов. Подчеркивал, что пение должно отвечать художественно-эстетическим запросам, церковная музыка — это серьёзное искусство, поэтому необходимо исправлять недостатки певческой практики.

## Сочинения
статьи
- О певању у православноj Цркви // Гласник СПЦ. 1923. № 18. С. 278—279; № 19. С. 295—296;
- О причесчивању болесника: Црквена пракса и одредбе. Београд, 1927;
- Добротворна улога Цркве // Богословље. Београд, 1928. Т. 3. Св. 1. С. 34-41;
- Мисли о. Jована Кронштадског о свештенству: Поводом двадесетогодошњице од његовоj смрти // Богословље. 1929. Т. 4. Св. 3. С. 212—225;
- Хрисћанска вера и живот: Правосл. катихизис. Београд, 1954; Дан Цркве Божjе // Гласник СПЦ. 1956. С. 49-50;
- Горазд православни епископ чешки и моравскошлески: Поводом 15-годишњице његове мученичке смрти // Гласник СПЦ. 1957. С. 175—176;
- Наше црквено певање данас // Гласник СПЦ. 1957. С. 85-86;
- О употреби српског jезика у нашем богослужењу // Гласник СПЦ. 1963. Бр. 7. С. 259—264;
- Jедан рукопис митр. Дамаскина Грданичког о српском црквеном поjању / Прир. Ђ. Перић // Там же. 1984. Бр. 6. С. 108—123.

музыка
- Св. Литургиjя за трогласни хор. Београд, 1960;
- Српско црквено поjање на црквенослов. и српском jезику. Београд, 1972;
- Хвалите Господа (сборник церк овнославянских и сербских песнопений), 3 т., изд. 1972.
- Духовне песме: Збирка от 100 духовних песама на српском jезику у jедан глас. Београд, 1992.